# Stapeler Moor und Umgebung
Das Stapeler Moor und Umgebung ist ein Naturschutzgebiet in den niedersächsischen Gemeinden Uplengen im Landkreis Leer, Zetel im Landkreis Friesland, Friedeburg im Landkreis Wittmund und der Stadt Westerstede im Landkreis Ammerland.
Das Naturschutzgebiet mit dem Kennzeichen NSG WE 143 ist rund 1.155 Hektar groß. Es ist Bestandteil des FFH-Gebietes „Lengener Meer, Stapeler Moor, Baasenmeers-Moor“. Im Norden grenzt es stellenweise an die 3,5 bzw. 4 Hektar großen Landschaftsschutzgebiete „Am Zollweg“ und „Ruttelerfeld“. Das Gebiet steht seit dem 1. September 2016 unter Schutz. In ihm sind die bisherigen, zusammenhängende Naturschutzgebiete „Lengener Meer“, „Spolsener Moor“, „Stapeler Moor“ sowie das etwas südöstlich davon liegende „Herrenmoor“ vollständig aufgegangen. Zusätzlich ist ein circa 8 Hektar großes Flurstück südlich des Naturschutzgebietes „Stapeler Moor Süd und Kleines Bullenmeer“, das bisher bereits Bestandteil des FFH-Gebietes war, aber noch nicht unter Naturschutz stand, in den Geltungsbereich der Naturschutzverordnung aufgenommen worden. Zuständige untere Naturschutzbehörden sind die Landkreise Ammerland, Friesland, Leer und Wittmund.
Das Naturschutzgebiet stellt Reste im Süden der früher ausgedehnten ostfriesischen Zentralmoore unter Schutz. Es besteht aus drei Teilgebieten: dem Teilgebiet „Lengener Meer/Stapeler Moor“, zu dem auch das sich im Süden an das Naturschutzgebiet „Stapeler Moor Süd und Kleines Bullenmeer“ anschließende Flurstück gehört, das direkt östlich daran anschließende Teilgebiet „Spolsener Moor“ sowie das südöstlich hiervon liegende Teilgebiet „Herrenmoor“. Die Neuausweisung des Naturschutzgebietes war nötig, weil die bisherigen Naturschutzverordnungen – anders als die Verordnung des Naturschutzgebietes „Stapeler Moor Süd und Kleines Bullenmeer“ – die Vorgaben der FFH-Richtlinie nicht berücksichtigten.
Das Naturschutzgebiet dient vorrangig der Erhaltung und Förderung der zum Teil prioritären Lebensraumtypen Moorwälder, lebende Hochmoore, dystrophe Stillgewässer, renaturierungsfähige degradierte Hochmoore, Übergangs- und Schwingrasenmoore sowie Torfmoos-Schlenken mit seinen charakteristischen Tier- und Pflanzenarten.